# آباخاس
آباخاس (به اسپانیایی: Abajas) یک شهرستان در اسپانیا است.